# Agent innervant
Un agent innervant est un poison du système nerveux qui bloque la transmission des informations nerveuses jusqu'aux organes. Ce sont des composés organiques agissant comme inhibiteurs de l'acétylcholinestérase. Cette dernière est l'enzyme qui catalyse normalement l'hydrolyse de l'acétylcholine, un neurotransmetteur, afin que son effet ne se prolonge pas après l'arrêt de l'influx nerveux ; sous l'effet d'un agent innervant, l'acétylcholine n'est plus clivée au niveau des synapses et continue d'agir sur les organes après que l'influx nerveux a cessé. Il en résulte une crise cholinergique qui se manifeste par un ensemble de symptômes : myosis, accélération des sécrétions (salive, larmes, rhinorrhée, bronchorrhée), convulsions, miction et défécation incontrôlées, les premiers symptômes pouvant apparaître quelques secondes après l'exposition. La mort par asphyxie ou par arrêt cardio-circulatoire peut survenir en quelques minutes du fait de la perte du contrôle des fonctions vitales.
Ces composés sont généralement des liquides incolores ou ambrés pouvant être volatils. Le sarin et le VX sont inodores, tandis que le tabun a une odeur légèrement fruitée, et le soman une légère odeur de camphre. Certains agents innervants sont facilement vaporisés ou aérosolisés et pénètrent dans l'organisme essentiellement par l'appareil respiratoire, tandis que d'autres sont absorbés par la peau, de sorte que la protection contre ces composés nécessite une combinaison couvrant entièrement le corps en plus d'un masque de protection.

Énantiomères du tabun, premier agent innervant de l'Histoire, mis au point chez IG Farben en Allemagne dans les années 1930.

## Mécanisme, effets et antidotes

### Mode d'action
Tous les agents innervants ont un effet anticholinestérase : ils inhibent l'acétylcholinestérase et provoquent une crise cholinergique en bloquant l'hydrolyse de l'acétylcholine au niveau des synapses, ce qui prolonge l'action de ce neurotransmetteur après que l'influx nerveux a cessé. Les muscles ne se relâchent plus et sont paralysés, ce qui touche par exemple le myocarde et le diaphragme. Les glandes sont affectées de la même manière, et sont stimulées en continu sans corrélation avec la présence ou non d'un influx nerveux entrant.
L'acétylcholinestérase est inhibée par formation d'une liaison covalente avec un résidu d'acide aminé dans son site actif, ce qui bloque la catalyse de la réaction d'hydrolyse,. Ce mode d'action fait que les symptômes peuvent se manifester en quelques secondes et entraîner la mort par asphyxie ou par arrêt cardio-circulatoire en quelques minutes.

### Symptômes
Les premiers symptômes suivant une exposition à un agent innervant comme le sarin sont notamment le nez qui coule (rhinorrhée), une oppression thoracique, et la contraction des pupilles (myosis). La respiration devient rapidement difficile, et la victime ressent des nausées accompagnées d'une abondante sécrétion de larmes et de salive, évoluant en douleurs dans l'appareil digestif, avec vomissements, et miction et défécation involontaires. Puis apparaissent des contractions musculaires (myoclonie) suivis par un état de mal épileptique. La mort survient par asphyxie, le plus souvent à la suite de la défaillance de la plaque motrice du diaphragme.
L'effet des agents innervants est durable et augmente lorsque l'exposition se prolonge. Les survivants souffrent presque tous d'atteintes neurologiques chroniques et de désordres psychiatriques associés. Parmi les effets qui peuvent persister plusieurs années, on peut relever un état de fatigue, une vision brouillée, une fatigue oculaire, une perte de mémoire, une voix altérée, des troubles du sommeil, des palpitations cardiaques ou encore une raideur des épaules. Chez les personnes exposées à des agents neurotoxiques, le taux érythrocytaire et sérique de l'acétylcholinestérase est durablement inférieur au taux normal et tend à être d'autant plus faible que les symptômes persistent longtemps,.

### Antidotes
L'atropine et les autres anticholinergiques sont des antidotes contre les agents innervants dans la mesure où ils bloquent les récepteurs cholinergiques, mais ils sont également toxiques par eux-mêmes. Certains anticholinergiques synthétiques comme le bipéridène sont aussi efficaces. La pralidoxime est également utilisée, sous forme de chlorure, pour réactiver l'acétylcholinestérase en éliminant le phosphoryle obstruant le site catalytique de l'enzyme. Le chlorure de pralidoxime serait plus efficace sur les récepteurs nicotiniques tandis que l'atropine serait plus efficace sur les récepteurs muscariniques.

Atropine.
Bipéridène.
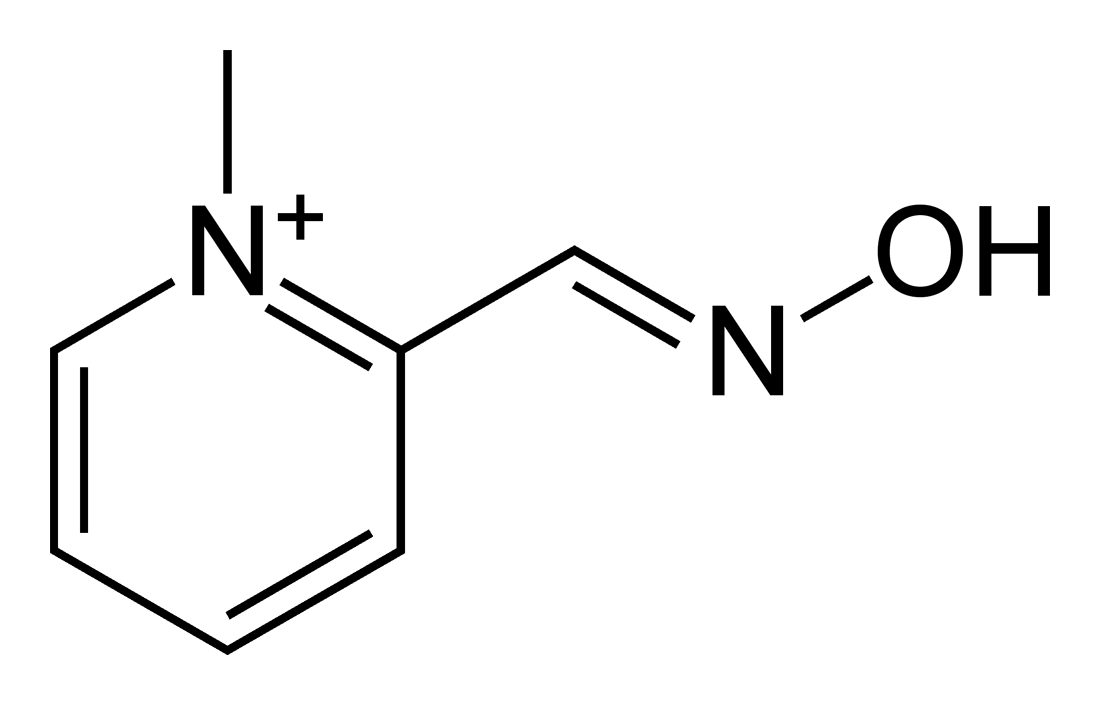
Pralidoxime.

## Typologie
Les agents innervants ont longtemps été classés en deux séries principales : la série G, développée en Allemagne avant et pendant la Seconde Guerre mondiale, et la série V, développée par les Alliés pendant et après la Seconde Guerre mondiale. Ces deux séries représentent respectivement les deuxième et troisième générations d'armes chimiques, à la suite de la première génération développée au cours de la Première Guerre mondiale. D'autres composés ont par la suite été étudiés, constituant la quatrième génération. On caractérise ces composés notamment par chromatographie en phase liquide à haute performance couplée à une spectrométrie de masse,.

### Série G

Agents innervants de la série G :
- GA : tabun
- GB : sarin
- GD : soman
- GF : cyclosarin
- GV

Cette série tire son nom du fait qu'elle a été développée en Allemagne et produite par IG Farben pendant la Seconde Guerre mondiale. Ce sont des composés organophosphorés qui peuvent être vus comme des esters d'acide phosphorique et présentent des structures semblables. Ils contiennent tous un atome de fluor à la place d'un hydroxyle du phosphate, hormis le tabun, qui présente un groupe nitrile. Ce sont par exemple le tabun, le sarin, le soman, le cyclosarin et le GV, respectivement mis au point en 1936, en 1939, en 1944 et en 1949.
Les effets de ces agents innervants reposent sur l'inhibition de l'acétylcholinestérase. Les toxines occupent le site actif de l'enzyme, où elles réagissent avec un résidu de sérine nucléophile pour établir une liaison covalente.
Outre l'atropine, certaines oximes peuvent être utilisées comme antidotes contre ces substances, comme le bromure de trimédoxime et l'obidoxime.
Contrairement aux agents de la série V, ceux de la série G peuvent être clivés par une phosphotriestérase chez les animaux et certains micro-organismes ainsi que par une hydrolase d'acide organophosphorique chez les flavobactéries et Pseudomonas diminuta.

### Série V

Agents innervants de la série V : VE, VG, VM, VR, VS, VX, EA-3148.

L'origine du nom de cette série est incertaine et dépend des sources : Victory, Venomous ou Viscous notamment. Ces composés sont parfois appelés esters de Tammelin, du nom d'un scientifique suédois qui avait contribué aux recherches sur ces agents innervants au cours des deux guerres mondiales. Comme les substances de la série G, ce sont des composés organophosphorés, mais ils sont plus stables et en moyenne dix fois plus toxiques. Ainsi, la dose létale médiane chez le rat est de 103 µg/kg par injection sous-cutanée pour le sarin, mais de seulement 7 µg/kg par injection intraveineuse pour le VX. Ils sont également plus persistants et demeurent actifs plus longtemps sur le théâtre des opérations et sur les uniformes, peuvent être stockés plus longtemps et être conditionnés dans des grenades, des mines terrestres ou des roquettes. Ils se présentent sous forme de liquides huileux et visqueux, de sorte que l'expression courante « gaz innervant » est en réalité impropre.
Le VG a été introduit en 1954 comme insecticide par l'entreprise britannique Imperial Chemical Industries sous le nom Amiton. Trop dangereux pour la protection des cultures, il fut rapidement incorporé aux arsenaux britanniques et américains bien qu'il ne fut jamais produit et stocké en raison de difficultés pratiques. En réalité, seuls le VR et le VX ont été utilisés militairement. On compte également le VE, le VM, le VS et le EA-3148, parmi d'autres composés.
L'exposition aux toxines de la série V peut être établie, après préparation adéquate des échantillons, par identification de méthylphosphonates CH3POO2− par spectroscopie de masse couplée à une chromatographie à échange d'ions. Une méthode de détection relativement rapide fait appel à la chromatographie en phase liquide à haute performance couplée à la spectrométrie de masse en tandem. La limite de détection des toxines dans les échantillons d'urine est de l'ordre de 5 mg/mL.

### AgentsNovitchok

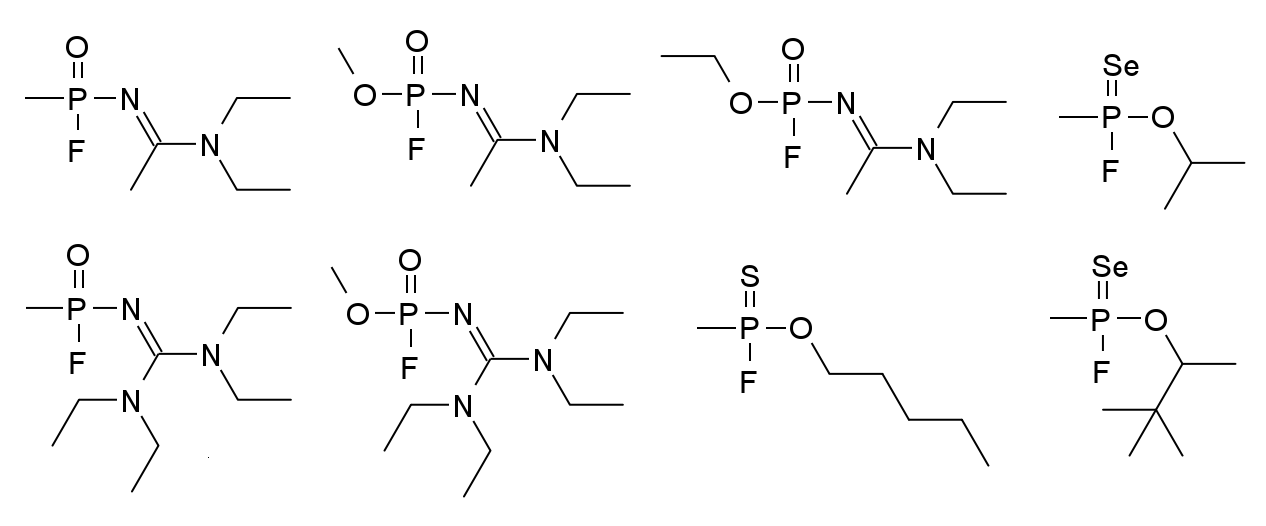
Structures d'agents Novitchok données par Vil Mirzayanov. Y sont notamment représentées en haut en partant de la gauche les structures du A-230, du A-232 et du A-234.

Les agents Novitchok, du russe Новичо́к « Nouveau venu », sont une série de composés organophosphorés développée en URSS dans les années 1970 et 1980 dans le cadre du programme Foliant puis en Russie dans les années 1990. Ils comptent parmi les plus toxiques jamais produits, avec notamment un effet de vieillissement (dénaturation) de l'acétylcholinestérase,, qui se surajoute à l'inhibition de son site actif et réduit l'efficacité des antidotes, notamment des oximes telles que la pralidoxime.
Plutôt instables par nature, ils ne peuvent être stockés tels quels et doivent être produits peu avant utilisation en faisant réagir deux ou plusieurs précurseurs : on parle d'agents binaires pour qualifier de telles substances. Si la désignation Novitchok se réfère stricto sensu aux seules substances binaires, elle est couramment étendue à la centaine de composés apparentés qui ont été développés en URSS et en Russie et dont la toxicité est variable. Les moins toxiques d'entre eux ont fait l'objet de publications dans la presse scientifique soviétique en tant que nouveaux pesticides organophosphorés, et le programme Novitchok lui-même était conçu pour échapper au contrôle de l'Organisation pour l'interdiction des armes chimiques (OIAC) sous couvert de recherches à caractère civil pour applications agricoles.
La structure de ces composés est restée longtemps obscure, et des experts occidentaux ont tenté de la déduire des publications soviétiques, mais les structures proposées différaient sensiblement de celles révélées par Vil Mirzayanov, qui avait travaillé au GosNIIOKhT à leur dissimulation.

### Carbamates
Contrairement aux précédents, les carbamates ne sont pas des composés organophosphorés. Ils présentent le groupe d'atomes –O–CO–N< dans leur structure, mais inhibent l'acétylcholinestérase en se liant à son site actif comme ces derniers. Ce sont par exemple l'EA-3990 et l'EA-4056, réputés trois fois plus toxiques que le VX, ou encore le T-1123. Ils ont été développés pendant la guerre froide aussi bien aux États-Unis qu'en Union soviétique et font partie de la quatrième génération d'armes chimiques, étant conçus pour échapper au cadre de la Convention sur l'interdiction des armes chimiques.

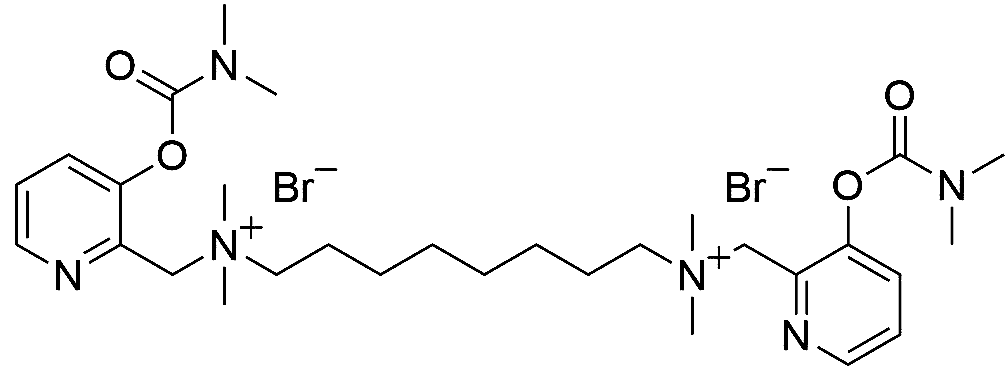
EA-3990.
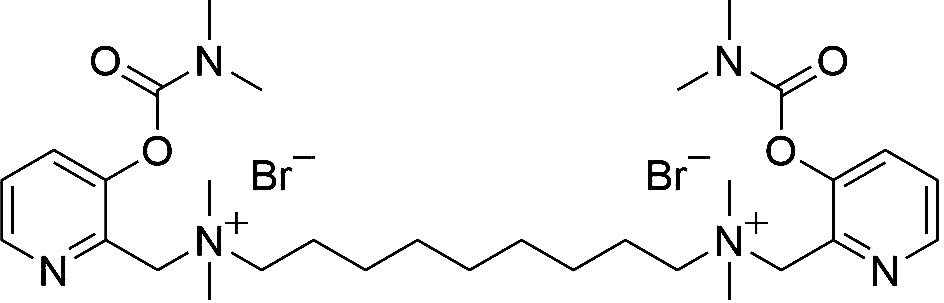
EA-4056.

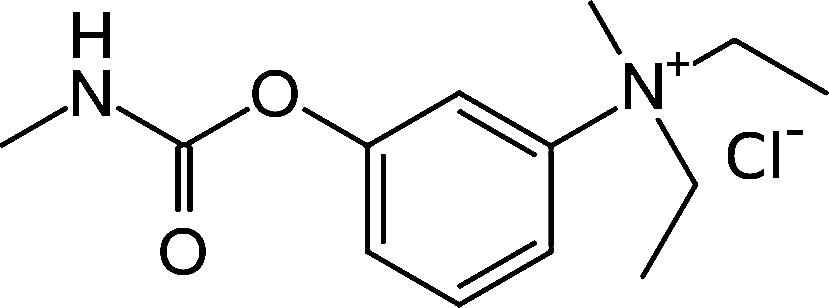
T-1123.

### Insecticides
Certains insecticides, comme les carbamates et les organophosphates tels que le dichlorvos, le malathion et le parathion éthyl sont des agents innervants. Le métabolisme des insectes est suffisamment différent de celui des mammifères pour que ces composés aient peu d'effets chez les humains et les autres mammifères aux doses habituelles, mais de sérieux doutes existent quant à l'innocuité réelle de ces composés en cas d'exposition continue notamment pour les exploitants agricoles ainsi que pour le bétail. Certains insecticides, comme le déméton, le diméfox et le paraoxone sont suffisamment dangereux pour l'homme pour que leur utilisation agricole ait été interdite et qu'ils aient été étudiés pour de possibles applications militaires.
L'empoisonnement aux insecticides organophosphorés est une cause majeure de handicap dans de nombreux pays en voie de développement.

## Histoire
Cette classe de composés est découverte à la fin des années 1930 en Allemagne. L'objectif des recherches est de réaliser des insecticides plus performants. Le pouvoir nazi classifie rapidement ces travaux et continue ses recherches pendant la Seconde Guerre mondiale. Trois des agents les plus connus, sarin, soman, tabun, ont été développés à ce moment en tant qu'armes chimiques.
Les gaz innervants n'ont pas été utilisés à grande échelle lors de conflits. Cependant, l'Irak de Saddam Hussein en utilisa durant la guerre Iran-Irak (1980-1988), notamment contre le village kurde d'Halabja. L'exemple le plus emblématique d'utilisation de gaz innervants reste l'attentat au gaz sarin dans le métro de Tōkyō orchestré le 20 mars 1995 par Aum Shinrikyō.
Des agents innervants ont aussi été utilisés pour des assassinats ciblés, ou des tentatives d'assassinats, comme avec Kim Jong-nam, le frère du dirigeant nord-coréen Kim Jong-un, assassiné le 13 février 2017 avec du gaz VX à l'aéroport de Kuala Lumpur.
Le 4 mars 2018, Sergueï Skripal, 64 ans, agent double russe réfugié en Angleterre et sa fille Yulia, 33 ans, auraient été victimes à Salisbury d'une tentative de meurtre par empoisonnement à l'agent innervant Novitchok.